# Hornyik Miklós
Hornyik Miklós (Újvidék, 1944. január 12. – Budapest, 2012. február 12.) magyar író, újságíró, kritikus, szerkesztő.

## Élete
Hornyik János és Anika Valéria gyermekeként született. Általános és középiskolai tanulmányait szülővárosában végezte. 1966-ban diplomázott az Újvidéki Egyetemen. 1966-1969 között a Magyar Szó munkatársa volt. 1969-1975 között a Képes Ifjúság című hetilap főszerkesztője volt. 1975-1979 között az Újvidéki TV lektora, kulturális műsorok szerkesztője volt. 1979-1986 között a Hungarológiai Intézet tanársegédje volt. 1986-1991 között ismét az Újvidéki TV-nél dolgozott, mint a Műsorfigyelő és Közvéleménykutató Központ tudományos munkatársa.
1991-ben költözött Budapestre. 1992-1993 között a Világszövetség főszerkesztője volt. 1993-1997 között a Magyar Televízió munkatársa volt. 1998-ban a Várnegyed című lap főszerkesztője lett. 1999-től a TV2 Színkép című művészeti magazinjának szerkesztője.

## Magánélete
1972-ben házasságot kötött Csasznyi Katalinnal. Egy gyermekük született; Csongor (1974).

## Művei
- A merülő fullantyú. Válogatás a jugoszláviai magyar száraz humorból (összeállította, bevezető, utószó, 1977)
- Szabálytalan napló (kritikák, esszék, interjúk, 1981)
- Szeli István: Történő történelem. Tanulmányok, kritikák, cikkek, válogatások, jegyzetek (1981)
- Beszélgetés írókkal (interjúk, 1982, 2000)
- Jugoszláviai magyar művelődéstörténet (válogatta, utószó, 1984)
- A Délbácska története 1920–1929 (tanulmány, 1987)
- A Mi Irodalmunk története és repertóriuma 1930-33 (tanulmány, 1987)
- Titokfejtők (tanulmányok, 1988)
- Angol pázsit. Balkáni néprajzi kalauz (publicisztikai írások, 1991, 1996)
- Határsértés. Válogatott és új írások, 1965–2001; Ister, Bp., 2002
- Fénykörben. Esszék, tollrajzok, beszélgetések; Masszi, Bp., 2008
- Meghasonlásunk története. Délvidéki könyv; Canada-Transatlantic–Timp, Bp.–Topolya, 2009
- Scott kapitány utolsó feljegyzései (2011)
- A széttagolt ország; Unicus Műhely, Bp., 2011

## Díjai
- Szvetozar Markovics-díj (1972)
- Üzenet-díj (1986)
- Széchenyi-diploma (1991)
- Eötvös József-sajtódíj (2006)
- Teleki Pál-érdemérem (2010)
- Arany János-díj (2010)